# Erannis margineobscuraria
Erannis margineobscuraria là một loài bướm đêm trong họ Geometridae.